# Robert C. Cooper
Robert C. Cooper (født 14. oktober 1968) er en canadisk manuskriptforfatter, producer og instruktør, kendt som executive producer på Stargate SG-1, Stargate Atlantis og Stargate Universe, de sidste to er han også medskaber af. Cooper har skrevet og instrueret flere af episoderne til Stargate SG-1 og filmen Stargate: The Ark of Truth.